# Grønlandsk selvstændighed
Grønlandsk selvstændighed er et politisk ønske om at gøre Grønland til en selvstændig stat med fuld suverænitet. På nuværende tidspunkt har landet en vis autonomi i form af Grønlands Selvstyre. Landet har i flere årtier befundet sig i en proces imod større selvstændighed, men har indtil videre ikke tilstrækkelig økonomisk styrke til at kunne opretholde sin nuværende levestandard på egen hånd, idet landet pr. 2024 modtager omkring 40 % af den offentlige sektors indtægter som bloktilskud eller støtte til forsvar, politi og lignende fra Danmark, som må antages at bortfalde ved selvstændighed.
Ved en selvstændighed må det antages at alle eller næsten alle ansvarsområder skal hjemtages til Grønland. Grønland har siden 1979 overtaget ansvaret for en række områder, bl.a. skoler og sundhedsvæsenet. Der er dog stadig 37 områder som Danmark styrer, bl.a. udenrigspolitik, højesteret og havmiljø.

## Historisk baggrund

### Et dansk amt
Tanken om et Grønland uden for dansk kontrol kan siges at have taget sin begyndelse i anden halvdel af det 20. århundrede. I 1953 opnåede Grønland status af dansk amt og befolkningen fik dermed valgret til Folketinget, hvor de fik to mandater.
For at opnå den samme levestandard som i Danmark centraliserede man Grønland, dvs. at indbyggerne i små bygder blev opfordret til at flytte til udvalgte byer. Hvor Grønland førhen havde bestået af mange bygder med 100-200 beboere i hver, var der nu kun få bygder og ca. 10 byer. I perioden 1952-1963 opførtes omkring 3000 boliger, sygehusene blev udbygget og tuberkulosen næsten udryddet fra 1963. Omkring 1970 blev der både i Landstinget og Folketinget indvalgt nye, unge nationalt bevidste politikere, og kort tid efter blev de første grønlandske partier stiftet. I skolerne begyndte man at undervise på dansk med danske undervisere.
Da fangerne ankom med deres familier til byerne, var det første, de oplevede, at der ikke var nok fangstdyr, dvs. levegrundlaget var væk, som det havde eksisteret før. I stedet kunne man bede om hjælp til at forsørge sig selv og børnene, hvis man da ikke var en af de heldige, der fik et arbejde.
Der var en tendens i denne periode til, at de grønlandsktalende forældre med vilje undgik at tale med deres børn på grønlandsk og i stedet talte med dem på dansk. Dette samt ændringen i det daglige liv og sammenholdet fra de små bygder skabte stor splittelse blandt grønlænderne.
Til byerne kom desuden hundredvis af danskere, der blev ansat til at opbygge veje, skoler, beboelse, osv. i moderne målestok. Der var nu ikke længere kun et fåtal af danskfødte i Grønland, men et reelt dansk mindretal blev dannet. Det var hele danske familier, der kom, og børnene talte kun dansk og havde et højere skoleniveau end det almindelige grønlandske barn, og derfor blev der de fleste steder lavet opdelte skoler, hvor børnene blev undervist efter deres forkundskaber.
1958 oprettedes en landsdækkende Radio og TV-kanal ved navn Kalaallit Nunaata Radioa (KNR).

### Hjemmestyre
Efter en folkeafstemning den 1. maj 1979 fik Grønland hjemmestyre ligesom Færøerne havde haft siden 1948. Hjemmestyret overtog efterhånden ved hjælp af det årlige bloktilskud fra Danmark selv styringen af skole, kultur og de sociale forhold, landsplanlægning og skatteområdet. De fem landsstyreområder, eller ministerier, fik hver et landsstyremedlem som politisk leder. Jonathan Motzfeldt, Siumut blev landsstyreformand og formand for det 21 mand store Landsting. I 1973 blev Grønland trods stedlig modstand medlem af EF sammen med Danmark, og i 1982 afgjorde en ny folkeafstemning, at Grønland udtrådte af EF i 1985. En af hovedgrundene var udenlandsk overfiskeri i de grønlandske farvande. Grønland fik herefter status som et oversøisk EU-område med samme fordele som i en toldunion.
I 1986 overtoges den Kongelige Grønlandske Handel (KGH) af hjemmestyret og skiftede navn til Kalaallit Niuerfiat (KNI).
I 1990 fjernedes fødestedskriteriet, som diskriminerede mod indfødte embedsmænd.

### Selvstyre
I 2009 var der folkeafstemning på Grønland om indførelse af selvstyre. Resultatet blev et klart ja med 75 % flertal. Selvstyret er en videreudvikling af hjemmestyret mod større indflydelse fra lokalbefolkningen, idet der er tale om grønlandsk overtagelse af nogle ansvarsområder og love, der har været behov for. Det drejer sig om aftaler om undergrunden, en såkaldt overtagelseslov og en udenrigspolitisk lov. En lignende lovgivning er afprøvet siden 1992 på Færøerne. Grønland har nu desuden grønlandsk som eneste officielle sprog. Desuden er der nu en grønlandsk mønt, der dog er styret og trykt fra Danmark.

### Udvikling efter selvstyrets indførelse
D. 27. oktober 2016 blev der dannet en ny grønlandsk regering bestående af partierne Siumut, Inuit Ataqatigiit, og Partii Naleraq med Siumuts formand Kim Kielsen som landsstyreformand. En minister for selvstændighed blev udpeget, og regeringen meddelte, at den målrettet ville arbejde i retning af selvstændighed.
Ved formandsvalget i Siumut d. 27. juli 2017 blev Kim Kielsen udfordret af Vittus Qujaukitsoq, der ønskede en hurtigere overgang til selvstændighed end Siumuts daværende linje. Kim Kielsen blev dog genvalgt af partiets medlemmer og kunne dermed også fortsætte som landsstyreformand.
D. 28. april 2023 stod efter flere år et udkast til et selvstændigt Grønlands nye forfatning klar. Forfatningen blev overdraget til det grønlandske parlament.

### Grønlandskrisen 2025
I januar 2025 udviklede spørgsmålet om Grønlands fremtid sig til et mere påtrængende spørgsmål, da den tiltrædende amerikanske præsident Donald Trump sagde, at han ønskede, at USA skulle kontrollere og eje Grønland, og at han ikke ville afvise, at USA ville bruge militær og økonomisk magt for at få kontrollen over området. USA’s interesse åbnede principielt muligheden for, at Grønland som et fremtidigt alternativ til rigsfællesskabet med Danmark ville kunne indgå en aftale om fri associering og økonomisk støtte fra USA. Trumps søn rejste i januar måned 2025 til Grønland med den grønlandske Trump-støtte Jørgen Boassen som vært.
Præsident Donald Trumps ønske blev afvist af både grønlandske og danske politikere, men hans trusler om blandt andet en mulig handelskrig mod Danmark skabte en udenrigspolitisk krise for Rigsfællesskabet. I februar flyttede krisens fokus dog fra Washington til Nuuk, da den direkte trussel fra USA syntes at løje af, samtidig med, at spørgsmålet om en folkeafstemning om selvstændighed så ud til at blive et hovedspørgsmål under valgkampen inden parlamentsvalget i grønland 2025 i marts 2025.

## Formel proces
Med Selvstyreloven blev en proces til grønlandsk selvstændighed også fastlagt:
"§ 21. Beslutning om Grønlands selvstændighed træffes af det grønlandske folk.
Stk. 2. Træffes beslutning efter stk. 1, indledes der forhandlinger mellem regeringen og Naalakkersuisut med henblik på gennemførelse af selvstændighed for Grønland.
Stk. 3. En aftale mellem Naalakkersuisut og regeringen om gennemførelse af selvstændighed for Grønland skal indgås med samtykke fra Inatsisartut og skal godkendes ved en folkeafstemning i Grønland. Aftalen skal endvidere indgås med samtykke fra Folketinget.
Stk. 4. Selvstændighed for Grønland indebærer, at Grønland overtager højhedsretten over Grønland."

## Diskussionen om selvstændighed
I 2016 blev der dannet en ny grønlandsk regering bestående af partierne Siumut, Inuit Ataqatigiit, og Partii Naleraq. En minister for selvstændighed blev udpeget, og regeringen meddelte, at "Grønland er uigenkaldeligt på vej mod selvstændighed og denne proces kræver ikke alene politisk stabilitet, men også national samling. Parterne er enige om at fremføre forslag til ny forfatning ved udgangen af denne valgperiode."
En meningsmåling publiceret d. 1. december 2016 viste, at et flertal i den grønlandske befolkning anså selvstændighed for at være "meget" eller "noget vigtigt".
| Svar            | "Meget vigtigt" | "Noget vigtigt" | "Ikke særlig vigtigt" | "Slet ikke vigtigt" | "Ved ikke" |
| --------------- | --------------- | --------------- | --------------------- | ------------------- | ---------- |
| Svarprocent [%] | 39              | 25              | 16                    | 8                   | 12         |

I april 2017 sagde 78 % af Grønlands befolkning i en rundspørge, at de ikke ønskede selvstændighed, hvis det vil resultere i en lavere levestandard.
Der er forskellige holdninger i Grønland til spørgsmålet. Den grønlandske forfatter Nauja Lynge er en fremtrædende modstander af at bryde rigsfællesskabet. Hun er formand for Foreningen Rigsfællesskabet, der har som formål at bevare og styrke rigsfællesskabet mellem Færøerne, Grønland og Danmark. Mange grønlændere befinder sig imellem de to poler og taler ikke om selvstændighed her og nu, men mere om, hvordan og hvornår den kan komme i fremtiden. Her spiller også spørgsmålet om økonomien en stor rolle.
Den grønlandske regeringschef Múte B. Egede sagde i sin nytårstale nytårsdag 2025, at det er tid til at tage "næste skridt", hvilket blev tolket som, at han ønskede en folkeafstemning om selvstændighed. Den danske statsminister Mette Frederiksen fastslog, at beslutningen om Grønlands fremtid lå i Nuuk.
Ved valgkampen inden parlamentsvalget i grønland 2025 i marts 2025 gik alle fem grønlandske partier ind for selvstændighed i en eller anden form, men det store spørgsmål, der adskilte dem, var, hvor hurtigt og hvordan det skulle foregå.

## Økonomisk bæredygtighed
Et afgørende spørgsmål i selvstændighedsdiskussionen er, om Grønlands økonomi er tilstrækkelig stærk til at kunne fungere som grundlag for en levedygtig selvstændig stat. Grønland modtager løbende et bloktilskud fra den danske stat, som i 2023 var på 4,14 mia. kr. Dertil kommer, at den danske stat direkte betaler en række udgifter til forsvar, politi, retsvæsen mm. i Grønland, som i i 2023 beløb sig til 1,51 mia. kr., altså i alt et tislkud på 5,65 mia. kr. Det svarer til 40 % af de samlede indtægter i Grønlands offentlige sektor. Dertil kommer et årligt bidrag på 357 mio. kr. fra EU til Grønland. I tilfælde af uafhængighed ville landet skulle undvære disse indtægter, selvom man kunne forestille sig, at Grønland stadig ville kunne få nogle af disse tilskud i en overgangsperiode.
Ifølge formanden for Grønlands Økonomiske Råd, der rådgiver Selvstyret, økonomiprofessor Torben M. Andersen, vil et selvstændigt Grønland også have andre økonomiske udfordringer, herunder at kunne finde personer med de rette kvalifikationer til en række vigtige stillinger. Man kan også forestille sig, at et land på Grønlands størrelse vil have flere smådriftsulemper. Som del af det danske rigsfællesskab kan man trække på et større system; det kan blive dyrt at opbygge en selvstændig parallel for et land med Grønlands beskedne befolkningstal.
Grønland vil ifølge Torben Andersen være nødt til at styrke sit erhvervsgrundlag kraftigt for at kunne skabe en selvkørende økonomi. Grønlands komparative fordele er knyttet til landets enorme naturresurser, som potentielt kan udnyttes bedre, mens eksempelvis traditionel industriproduktion ikke vil give meget mening. Tre sektorer, der på hver sin måde udnytter naturresurserne, er fiskeriet, turismen samt minedrift. Særlig minedriften er i fokus i 2025, men kan ikke sættes hurtigt i gang, da det vil kræve infrastruktur som veje og havne, der er dyre at bygge i et landskab som det grønlandske. Torben M. Andersen vurderede derfor i januar 2025, at det inden for en periode på 5-10 år ville være urealistisk, at minedrift skulle kunne få en stor rolle i den grønlandske økonomi.